# Rasz al-hánút
A rasz al-hánút (arabul: راس الحانوت, népszerű átírással: ras el hanout) egy ismert észak-afrikai fűszerkeverék, mely egyes változatokban több mint 30 féle fűszerből készül. Arabul a neve „a bolt főnökét” jelenti és arra utal, hogy magába foglalja a legjobb fűszereket, melyeket az elárusító fel tud szolgálni.
Három fajta rasz al-hánút létezik: a Lamrouzia, L’msagna és a Monuza. Nem létezik olyan egységes fűszerkombináció, melyből a rasz al-hánútot készítik. Általában minden boltnak, csoportnak vagy személynek saját titkos receptje van, mely különböző fűszerkombinációkat használ. Leggyakrabban megjelenő fűszerek közé tartozik a kardamom, szegfűszeg, fahéj, őrölt paprika, koriander, köménymag, szerecsendió, bors és kurkuma.

Léteznek olyan receptek is, melyek több mint száz összetevőből állnak, többek között olyanok is, melyek ritkán jelennek meg az európai receptkönyvekben. Ide tartozik a tigrismogyoró, malagétabors, nősziromgyökér, barátcserje, kubébabors vagy a szárított rózsabimbó. Az összetevőket először megpirítják majd együtt összeőrlik. Az így készített fűszerkeveréket mindenféle ételbe rakják.

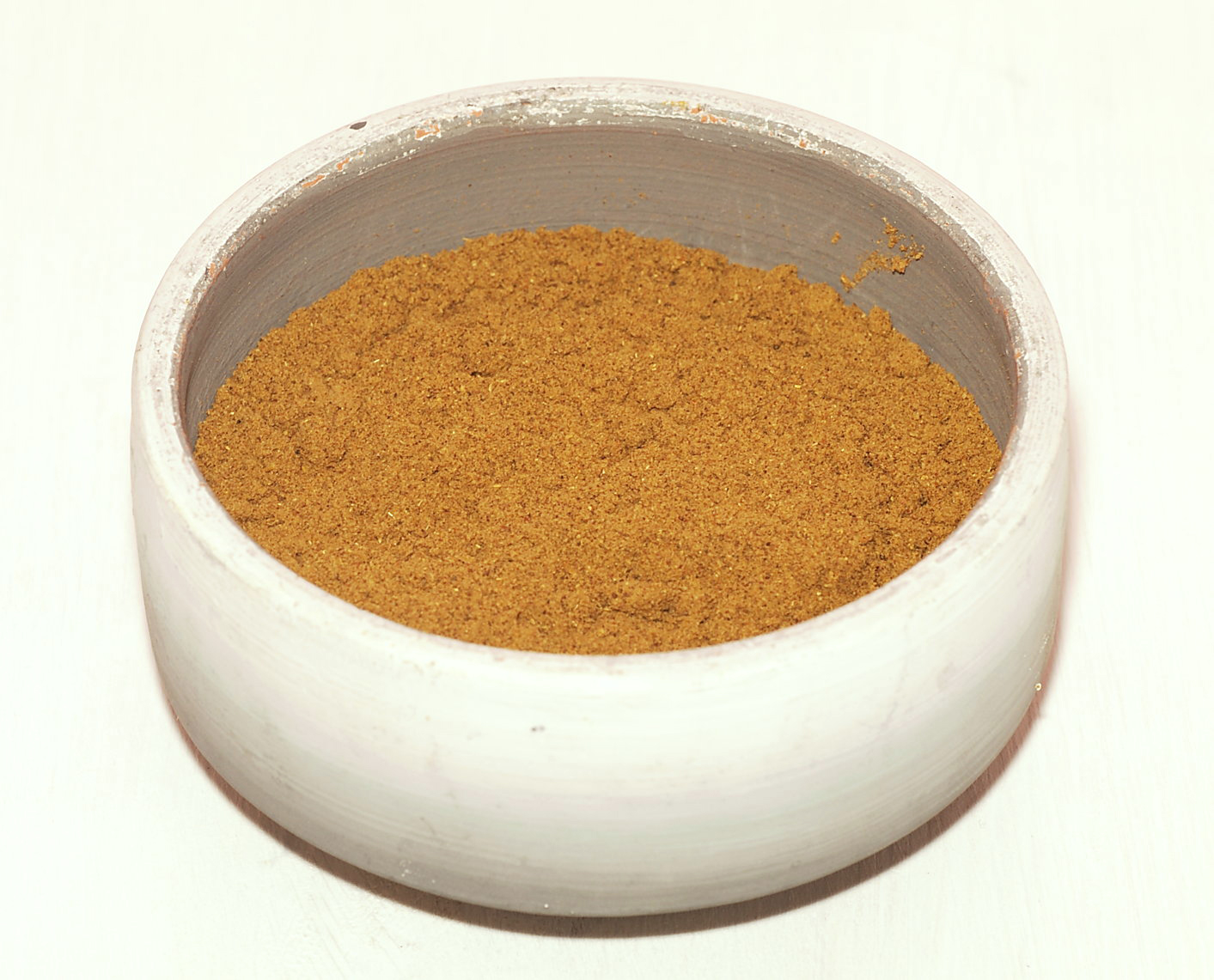
Rasz al-hánút